# Vianden
Vianden (luxembourgsk: Veianen) er en kommune og en by i Luxembourg. Kommunen, som har et areal på 9,67 km², ligger i kantonen Vianden i distriktet Diekirch. I 2005 havde kommunen 1.561 indbyggere. 

## Galleri
- Vianden Slot
- Vianden set fra slottet
- Rådhus

- Wikimedia Commons har flere filer relateret til Vianden

49°54′N 6°12′Ø / 49.9°N 6.2°Ø